# Yūji Hironaga
Yūji Hironaga (廣長 優志?, Hironaga Yūji; 25 luglio 1975) è un ex calciatore giapponese, di ruolo centrocampista.